# Lúčky (Žilina)
Lúčky (in ungherese Lucski) è un comune della Slovacchia facente parte del distretto di Ružomberok, nella regione di Žilina.